# لاشاون مریت
لاشاون مریت (انگلیسی: LaShawn Merritt؛ زادهٔ ۲۷ ژوئن ۱۹۸۶) یک دونده اهل ایالات متحده آمریکا است. وی از پرافتخارترین ورزشکاران دو و میدانی در رشته ۴۰۰ متر است، از افتخارات مریت میتوان به کسب مدال طلا ۴۰۰ متر و ۴×۴۰۰ متر در بازی‌های المپیک تابستانی ۲۰۰۸ و همچنین دو مدال طلا ۴۰۰ متر و ۶ مدال طلا ۴×۴۰۰ متر در مسابقات جهانی اشاره کرد.